# Anna Čížková
Anna Čížková (* 22. září 1946) byla československá politička Komunistické strany Československa z českých zemí slovenské národnosti a poslankyně Sněmovny lidu Federálního shromáždění za normalizace.

## Biografie
K roku 1981 se profesně uvádí jako účetní.
Ve volbách roku 1981 zasedla do Sněmovny lidu (volební obvod č. 56 – Děčín-jih, Severočeský kraj). Ve Federálním shromáždění setrvala do konce funkčního období, tedy do voleb roku 1986.